# Cummins C
Cummins C — дизельный двигатель внутреннего сгорания, выпускаемый американской компанией Cummins с 1985 года. Его объём составляет 8,3 литра.

## Описание
Первоначально двигатель Cummins C был представлен в 1985 году под индексом 6C8.3. В конце 1996 года в производство был запущен электродвигатель C8.3E, который в значительной степени устанавливается на электробусы.
К концу 2003 года компания Cummins объявила о внедрении аккумуляторной топливной системы (HPCR) и турбокомпрессоров с изменяемой геометрией в целях сохранения оборотов мощности.
В семейство также входит двигатель C PLUS объёмом 8,3 литра, который работает на природном газе.

## Продукция
- Среднетоннажные грузовые автомобили.
- Автобусы.
- Морской транспорт.
- Экскаваторы.
- Вилочные погрузчики.
- Электрические генераторы.
- Крупнотоннажные грузовые автомобили.